# Annie Mörk
Annie Engelbertina Mörk, född 28 februari 1887 i Hangö, död 22 juli 1959 i Helsingfors, var en finländsk skådespelare.
Mörk var dotter till affärsmannen Fredrik Mörk och Karolina Léman. Hon uppträdde som barnskådespelare vid Sörnäs arbetarteater och studerade sedan vid Finlands nationalteater. Hon verkade 1912–1913 samt 1920–1928 vid folkteatern, 1914–1918 vid Tammerfors teater, 1918–1919 vid Ida Aahlberg-teatern och 1919–1920 vid fria teatern. 1928–1929 ledde hon arbetarteatern i New York och verkade strax därefter som både skådespelare och regissör vid teatern i Åbo. I New York gjorde Mörk även två skivinspelningar med sångaren Walfrid Lehto. Mörk tilldelades Pro Finlandia-medaljen 1948.

## Filmografi
- Ollin oppivuodet, 1920
- Kihlaus, 1922
- Bröllopet på Suursalo, 1924
- Meren ja lemmen aallot, 1926
- Varastettu kuolema, 1938
- Toffelhjältar, 1939
- En mans väg, 1940
- Miehen vankina, 1943
- Tositarkoituksella, 1943
- Kirkastettu sydän, 1943
- Vaivaisukon morsian, 1944
- Dolkmordet, 1945
- Huijarien huvittavat huiputtajat, 1945
- Ruusu ja kulkuri, 1948
- Forsfararnas kvinna, 1949
- Yhden yön hinta, 1952
- Kvinnorna på Forsgården, 1953
- Kärlek i ödemarken, 1956[2]